# Rhyparus zayasi
Rhyparus zayasi är en skalbaggsart som beskrevs av Cartwright och Robert E. Woodruff 1969. Rhyparus zayasi ingår i släktet Rhyparus och familjen Aphodiidae. Inga underarter finns listade i Catalogue of Life.